# Porta urbica (Siracusa)
La porta urbica era una porta di accesso alla fortezza di Ortigia, fatta erigere da Dionigi il Grande. Essa faceva parte della cinta muraria che oltre a cingere Ortigia, costeggiava tutta la città fino al castello Eurialo. Oggi è identificabile con lo scavo di via XX Settembre.
Ciò che resta visibile è il basamento di due torri quadrangolari di oltre 8 metri per lato, le quali probabilmente, consentivano l'accesso ad una strada che si biforcava e collegava il tempio di Apollo e quello di Athena.
La porta venne scoperta nel 1977 ed assume una certa importanza per il fatto che sull'isoletta è l'unico resto delle antiche fortificazioni dionigiane.

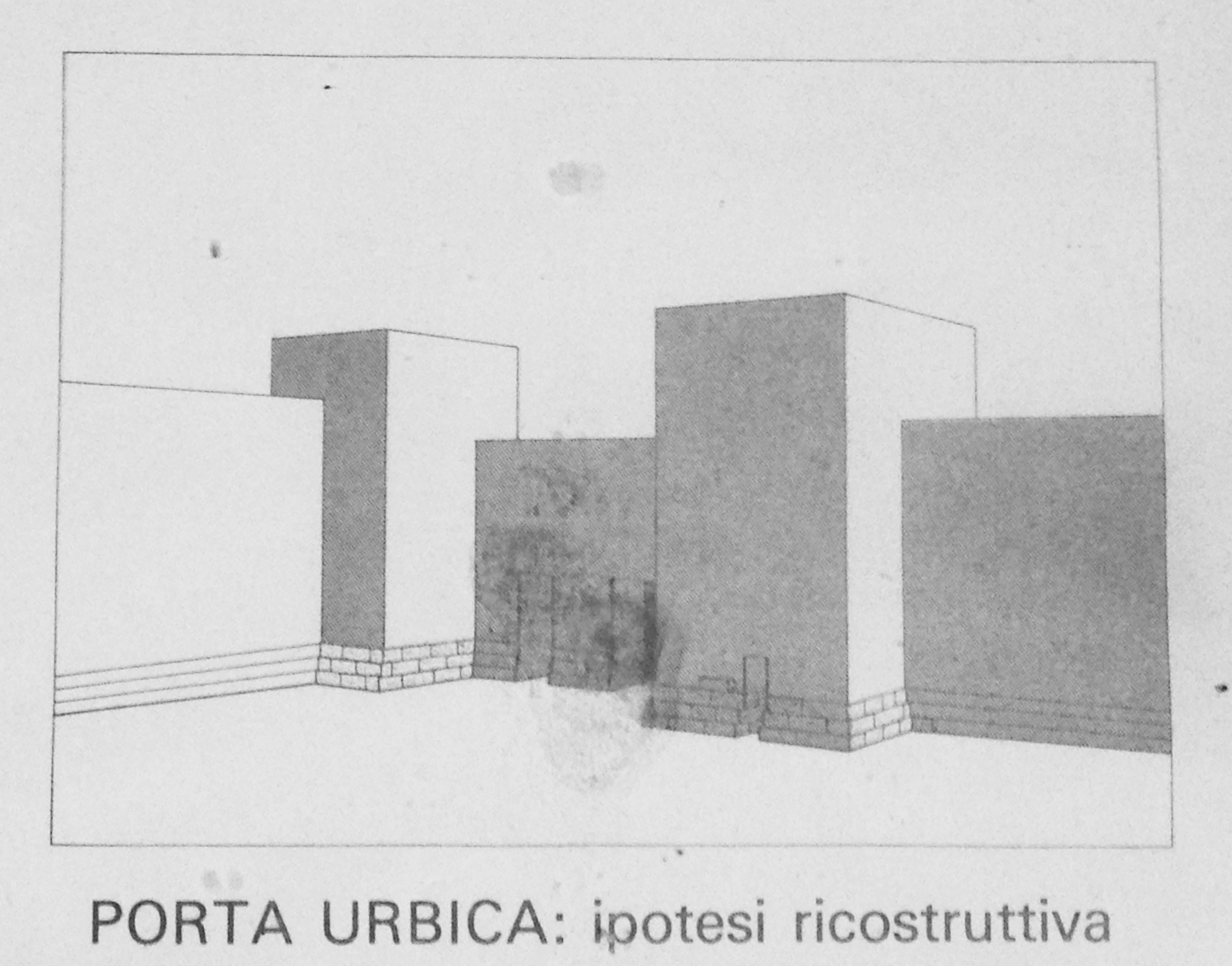
Ricostruzione della porta urbica
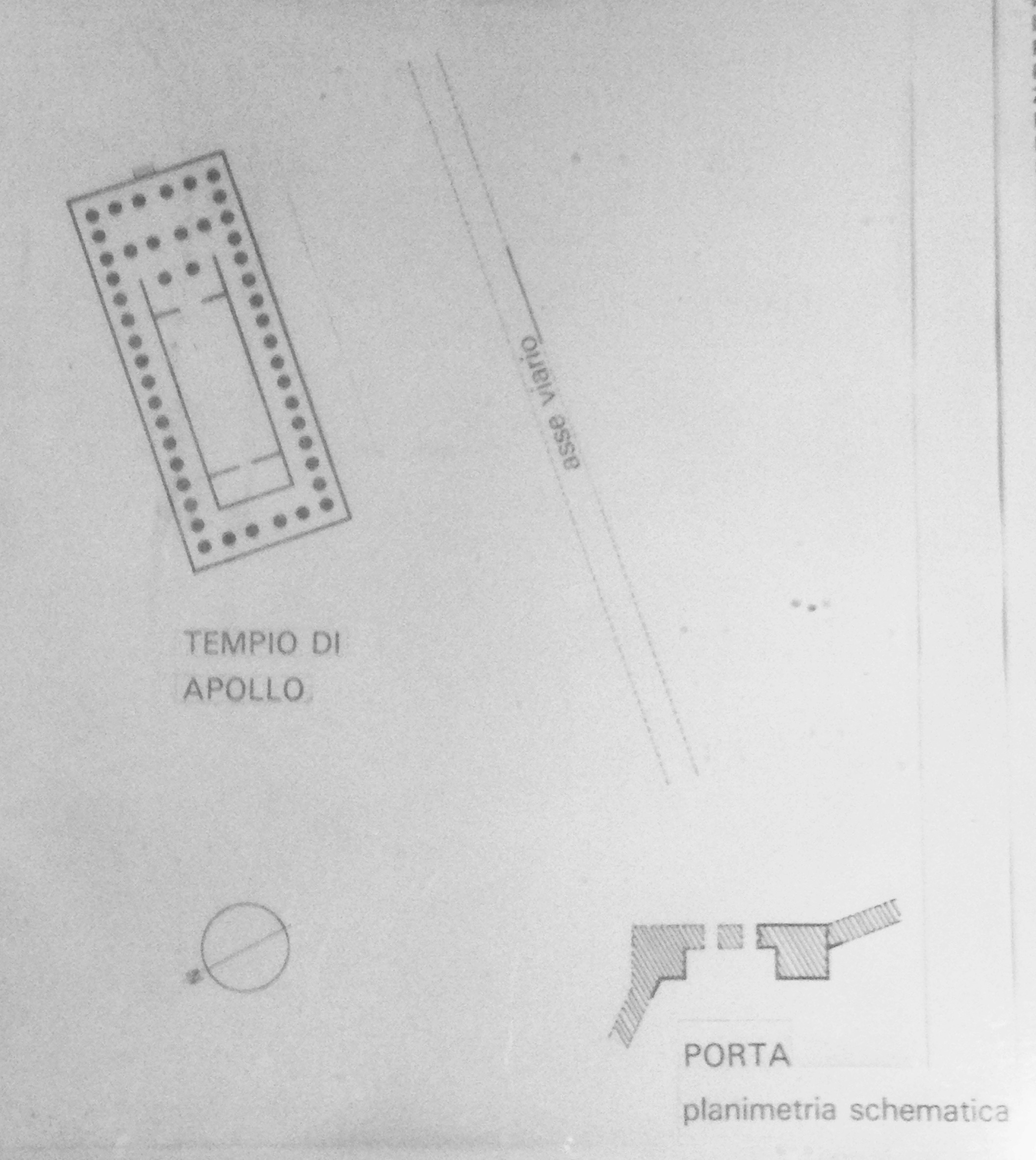
Orientamento urbanistico della porta
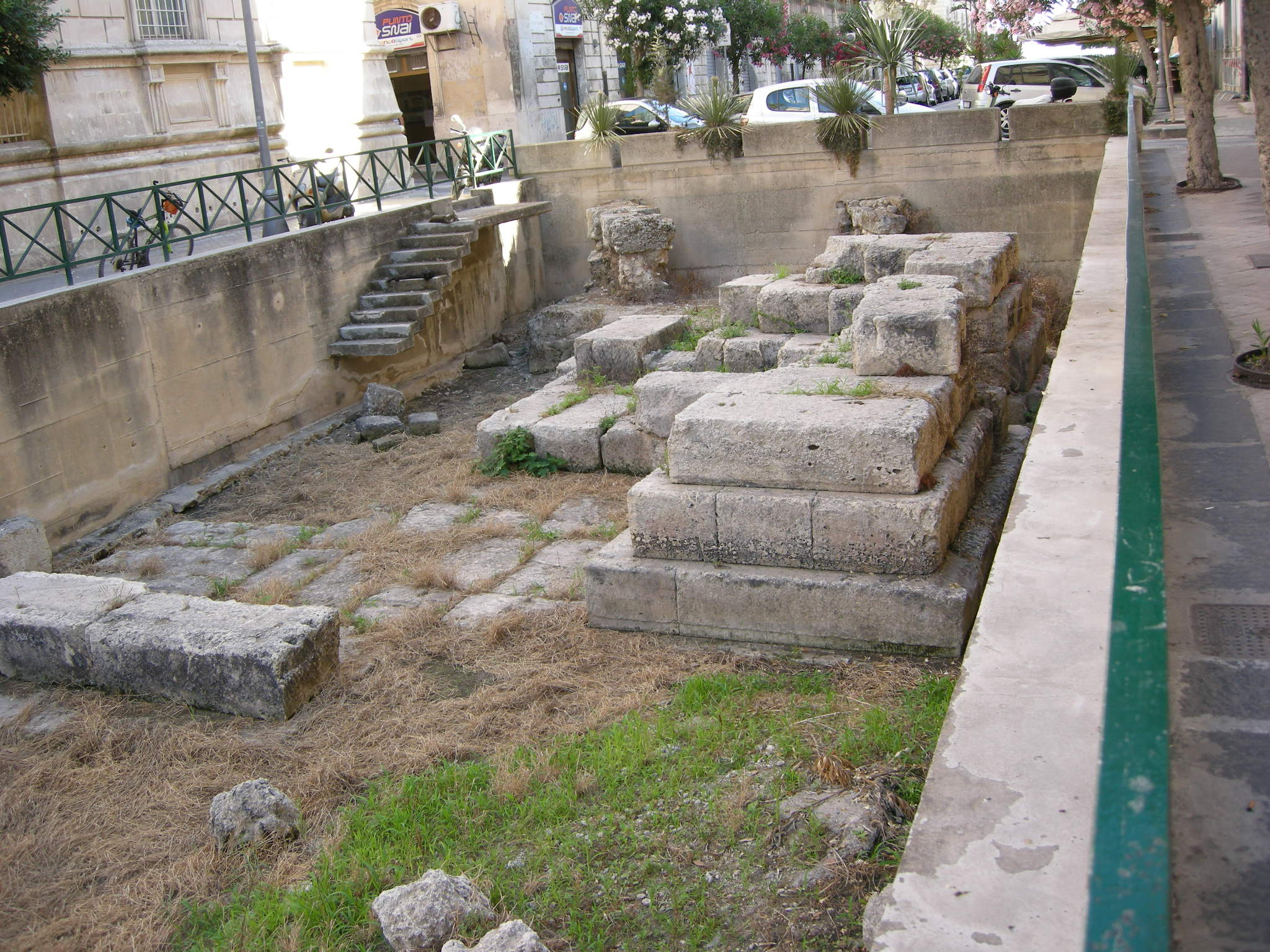